# Dina Meyer
Pour les articles homonymes, voir Meyer.
Dina Meyer est une actrice et productrice américaine, née le 22 décembre 1968 dans le Queens, à New York.
Son premier rôle majeur est celui de Lucinda Nicholson dans la série télévisée culte Beverly Hills 90210 (1993-1994) mais elle se fait surtout connaître par le rôle de Dizzy Flores dans le film Starship Troopers (1997), Barbara Gordon dans la série télévisée Les Anges de la nuit (2002-2003) et par celui d'Allison Kerry dans la série de films Saw.
Dès lors, elle joue beaucoup pour le cinéma indépendant et enchaîne, à la télévision, les apparitions en tant qu'invitée vedette et les rôles réguliers.

## Biographie

### Jeunesse et formation
Dina Meyer est née et a grandi à Forest Hills dans le Queens à New York, mais a déménagé à Dix Hills, Long Island, juste avant sa dernière année de lycée.  
Sa première expérience dans l'industrie du divertissement est venue quand elle a fait des apparitions comme modèle enfant dès l'âge de neuf ans jusqu'à 16 ans.  
Elle a toujours voulu devenir actrice, mais ses parents ne pensaient pas que c'était une sage décision. Ils voulaient qu'elle reçoive une bonne éducation, elle est allée à l'université et en 1990 est diplômée de l'Université de Long Island avec un bachelor degree en administration et de marketing et minor en français. 
Elle a deux frères, Grégory plus âgé et Ewan plus jeune.

### Carrière

#### Débuts
Meyer a commencé sa carrière en jouant dans le téléfilm réalisé par Forest Whitaker, Strapped en 1993. La même année, elle décroche son premier rôle régulier à la télévision dans la série culte Beverly Hills 90210, ou elle joue Lucinda Nicholson, jusqu'en 1994.  
En 1995, elle décroche, au détriment de Jane March, le premier rôle féminin du film Johnny Mnemonic porté par Keanu Reeves. Dès lors, elle joue d'autres rôles dans des productions de science-fiction, comme Starship Troopers, sortie en 1997 et Star Trek : Nemesis, sortie en 2002. 
Entre-temps, elle enchaîne les apparitions à la télévision, se démarque le rôle régulier de l'agent Holiday dans l'éphémère série d'espionnage Secret Agent Man.   
Durant cette période, elle est l'une des vedettes du vidéofilm Time Lapse aux côtés de Roy Scheider et William McNamara et elle décroche un rôle dans le film d'action Compte à rebours mortel avec Sylvester Stallone en tête d'affiche.

#### Passage au premier plan
Entre 2002 et 2003, elle porte la série fantastique Les Anges de la nuit, créée d'après la série éponyme de DC Comics et diffusée entre le 9 octobre 2002 et le 19 février 2003 sur le réseau The WB. Elle interprète le personnage de Barbara Gordon / Batgirl. La série réalise de bonnes audiences à son lancement, mais subit ensuite une forte érosion qui conduit la production à ne pas renouveler le programme au-delà d'une courte saison de treize épisodes.  
En 2003, son rôle dans la comédie romantique The Movie Hero avec Jeremy Sisto, lui vaut le prix de la meilleure actrice dans un second rôle lors d'un festival de cinéma. La même année, en dépit d'une citation au Golden Globes pour Alicia Silverstone, la série Miss Match, dans laquelle Dina Meyer occupe un rôle récurrent, est aussi prématurément arrêtée.  
Elle se concentre un temps au cinéma et obtient le rôle du détective Allison Kerry dans le film d'horreur à petit budget, Saw, premier long métrage du réalisateur James Wan, commercialisé en 2004. Succès surprise lors de sa présentation au Festival du film de Sundance, le film génère une saga cinématographique très lucrative, à laquelle l'actrice va alors prendre part à plusieurs reprises. La même année, elle porte un téléfilm de Richard Roy, Deception.  
L'année suivante, en dépit du succès de Saw, l'actrice tourne Sexcrimes 3, un navet directement sorti en vidéo et elle poursuit avec l'unitaire, toujours en tête d'affiche pour le thriller Coupable de séduction, encore sous la direction de Richard Roy. En revanche, elle peut compter sur le succès de Saw 2 pour remplir les salles.  
Elle tente alors à nouveau sa chance dans l'un des rôles principaux de Point Pleasant, un teen drama diffusé sur le réseau FOX, mais qui est un échec cuisant, au point d'être déprogrammé avant même la diffusion de l'intégralité des épisodes de l'unique saison.  
En 2006, le détective Allison Kerry est finalement piégée à son tour dans Saw 3, autre succès d'envergure au box-office pour l'actrice. C'est ainsi qu'elle ne fait qu'une brève apparition dans le quatrième volet.  
Elle renoue avec la science-fiction pour la série B horrifique Decoys 2 : Alien Seduction et continue de tourner pour la télévision en étant la vedette de téléfilm comme le thriller Un voisin trop charmant et en multipliant les apparitions en tant que guest dans des séries telles que Castle, Nip/Tuck, Mentalist, NCIS. 

#### Passage au second plan et télévision

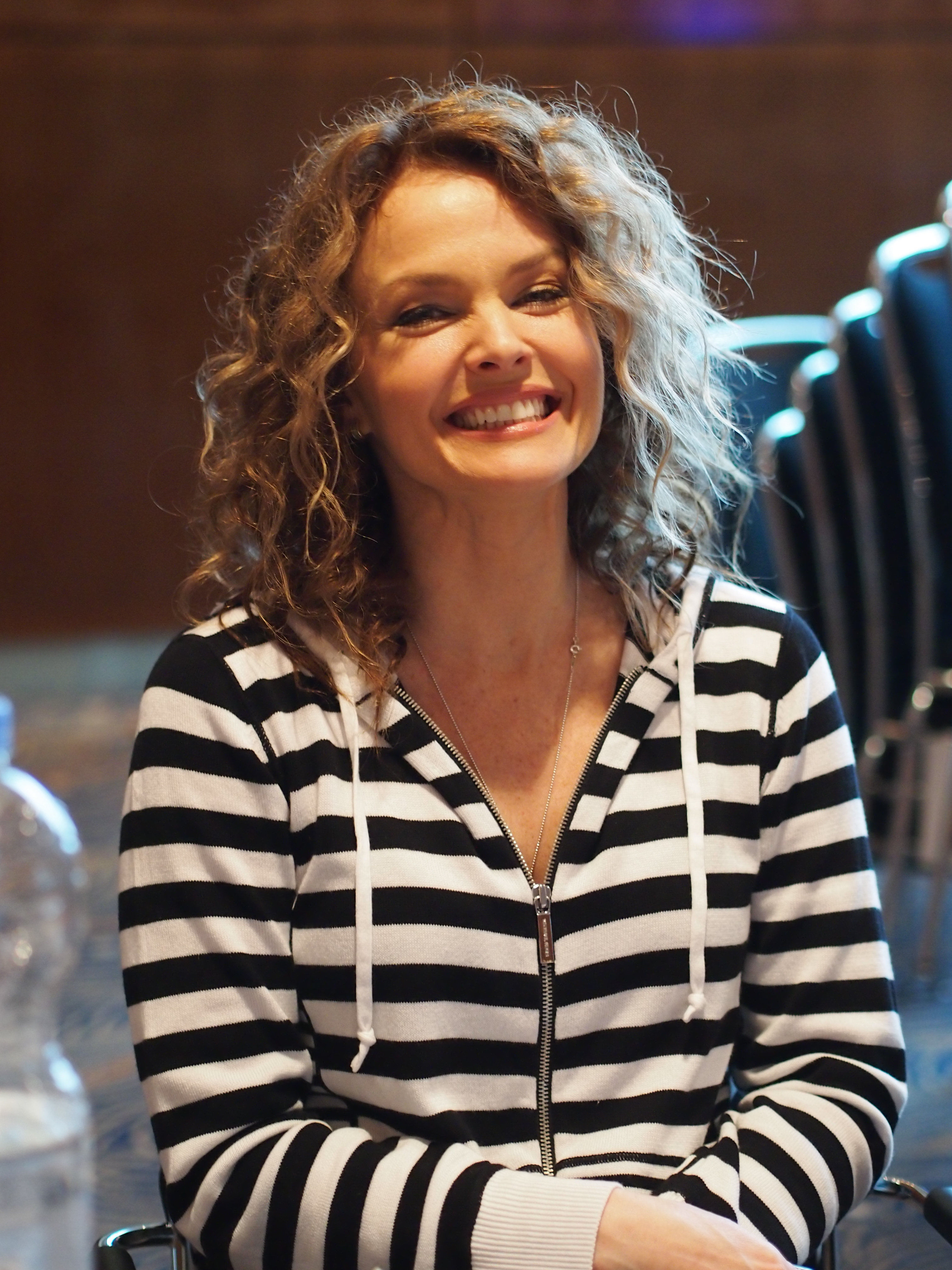
Dina Meyer, photographiée en 2013.

En 2010, elle est un second rôle de la comédie horrifique, en 3D, réalisée par Alexandre Aja : Piranha 3D.   
Puis elle enchaîne les interventions dans diverses séries télévisées telles que The Glades, Les Experts, Esprits criminels... Elle signe aussi pour un rôle récurrent dans la quatrième saison de 90210 Beverly Hills : Nouvelle Génération et joue aux côtés de Danny Trejo et Mickey Rourke dans le film d'action Dead in Tombstone, sorti directement en DVD.   
En 2014, elle fait son retour en rejoignant la large distribution réunie pour délibérer autour d'une affaire aux multiples implications dans la série Sequestered, aux côtés notamment de Jesse Bradford, Summer Glau, Bruce Davison et, rompue à l'exercice de l'unitaire, tourne avec Patrick Muldoon, un téléfilm de Noël intitulé Noël au soleil.  
Les années suivantes, elle est à l'affiche de divers téléfilms, tous tournés pour le réseau Lifetime : Accusée par erreur, dans lequel elle occupe un second rôle, vedette d'Innocence volée aux côtés d'Amanda Detmer et elle est inspectrice avec Corin Nemec dans Tu m'épouseras....  
Au cinéma, peinant à connaître le succès dans des projets exposés, elle se tourne vers le cinéma indépendant et elle participe à la production du thriller Vol 192, et du film d'horreur The Unwilling dont elle s'octroie les premiers rôles féminins. Elle prête aussi sa voix à l'un des personnages du film d'animation de science-fiction, Starship Troopers: Traitor of Mars.   
Après des apparitions dans Code Black et NCIS : Los Angeles, elle signe pour deux rôles récurrents. Un pour la troisième saison de The Magicians, et l'autre, pour la saison 4 de The Affair.   
Entre 2019 et 2020, elle retrouve Casper Van Dien sur le tournage de la série dramatique All American du réseau The CW Television Network.   

### Vie privée
Meyer a été en couple avec le chanteur Billy Joel en 2001, et avec l'acteur Shane West en 2003.

## Filmographie

### Cinéma

#### Courts métrages
- 2004 : Breach de Gregory Storm : Lisa Vincson
- 2005 : The Receipt de Tim Garrick : Venus
- 2010 : VideoDome Rent-O-Rama de Alexa Sheehan : Ms. Motley

#### Longs métrages
- 1995 : Johnny Mnemonic de Robert Longo : Jane
- 1996 : Cœur de dragon (Dragonheart) de Rob Cohen : Kara
- 1997 : Starship Troopers de Paul Verhoeven : Dizzy Flores
- 1998 : Nowhere Land de Rupert Hitzig : Monica
- 1999 : La Nuit des chauves-souris (Bats) de Louis Morneau : Dr Sheila Casper
- 2000 : Stranger Than Fiction de Eric Bross : Emma Scarlett
- 2001 : Deadly Little Secrets de Fiona Mackenzie : Stephanie Vincent
- 2001 : Time Lapse de David Worth : Kate (vidéofilm)
- 2002 : Compte à rebours mortel (D-Tox) de Jim Gillespie : Mary
- 2002 : Unspeakable de Thomas J. Wright : Diana Purlow
- 2002 : Deadly Little Secrets de Fiona Mackenzie : Stéphanie Vincent
- 2002 : Star Trek : Nemesis de Stuart Baird : Commander Donatra
- 2003 : The Movie Hero (en) de Brad T. Gottfred : Elizabeth Orlando / Love Interest
- 2004 : Saw de James Wan : Allison Kerry
- 2005 : Sexcrimes 3 (Wild Things: Diamonds in the Rough) de Jay Lowi : Kirsten Richards (vidéofilm)
- 2005 : Saw II de Darren Lynn Bousman : Allison Kerry
- 2006 : Crazy Eights (en) de Jimi Jones : Jennifer Jones
- 2006 : Saw III de Darren Lynn Bousman : Allison Kerry
- 2007 : Saw IV de Darren Lynn Bousman : Allison Kerry
- 2007 : Decoys 2 : Alien Seduction de Jeffery Scott Lando : Dr Amanda Geisner (vidéofilm)
- 2009 : Erreur fatale (Balancing the Books) de Meir Sharony : Julia
- 2010 : Piranha 3D d'Alexandre Aja : Paula Montellano
- 2013 : Dead in Tombstone de Roel Reiné : Calathea (vidéofilm)
- 2015 : Clarity de Peyv Raz : Sharon
- 2016 : Fortune Cookie de Rob Pallatina : détective Hoskins
- 2016 : AmeriGeddon de Mike Norris : Kelly
- 2016 : Vol 192 (Flight 192) de Nadeem Soumah : Sarah Plummer (également productrice associée)
- 2016 : The Unwilling de Jonathan Heap : Michelle Harris (également productrice associée)
- 2017 : The Evil Within (en) de Andrew Getty : Lydia[21]
- 2017 : Starship Troopers : Traitor of Mars de Shinji Aramaki et Masaru Matsumoto : Isabelle "Dizzy" Davis (voix)
- 2019 : 64 minutes chrono (Line of Duty) de Steven C. Miller : Ruth Carter
- 2020 : Unbelievable!!!!! de Steven L. Fawcette : Female Moesha
- 2023 : Katie's Mom de Tyrrell Shaffner : Nancy

### Télévision

#### Séries télévisées
- 1993 - 1994 : Beverly Hills 90210 : Lucinda Nicholson (12 épisodes)
- 1997 : Friends : Kate Miller (saison 3, épisodes 19, 20 et 22)
- 1997 : Michael Hayes : Rebecca Klein (1 épisode)
- 1998 : Ally McBeal : Anna Flint (saison 1, épisode 16)
- 2000 : Secret Agent Man : Holiday (12 épisodes)
- 2002 : Six Feet Under : The Widow (1 épisode)
- 2002 : Au-delà du réel : L'aventure continue : Dr. Rachel Harris (1 épisode)
- 2002 - 2003 : Les Anges de la nuit (Birds of Prey) : Barbara Gordon / Batgirl / Oracle (14 épisodes)
- 2003 : Miss Match : Lauren Logan (8 épisodes)
- 2004 : Les Experts (CSI) : Meg Cunningham (saison 5, épisode 5)
- 2005 - 2006 : Point Pleasant, entre le bien et le mal : Amber Hargrove (13 épisodes)
- 2006 : Thief : Wanda Atwater (Mini-série, 3 épisodes)
- 2007 : Les Experts : Miami (CSI: Miami) : Elissa McClain (saison 6, épisode 5)
- 2008 : Monk : Sally Larkin (saison 7, épisode 8)
- 2009 : Nip/Tuck : Roxy St. James (saison 5, épisode 17)
- 2009 : Burn Notice : Samantha (saison 2, épisode 15)
- 2009 : Mentalist (The Mentalist) : Abigail Barge (saison 2, épisode 15)
- 2009 : Castle : Lady Irena (saison 2, épisode 16)
- 2010 : NCIS : Enquêtes spéciales (Navy NCIS) : Holly Snow (saison 7, épisode 13, 19)
- 2010 : Scoundrels : Nina Hong (3 épisodes)
- 2011 : The Glades : Patricia Dixon (saison 1, épisode 10)
- 2011 : Les Experts (CSI) : Anne Marie Tholsom (saison 11, épisode 17)
- 2011 : Charlie's Angels : Jennifer Rice (1 épisode)
- 2011 - 2012 : 90210 Beverly Hills : Nouvelle Génération : Sheila (saison 4, épisodes 9, 11 et 16)
- 2012 : Esprits criminels (Criminal Minds) : Regina Lampert (saison 7, épisode 12)
- 2014 : Sequestered : Helen Bennett (12 épisodes)
- 2017 : Kingdom : Luanne (1 épisode)
- 2018 : American Horror Story : Apocalypse : Nora Campbell (saison 8, épisode 1)
- 2018 : The Magicians : Stone Queen (3 épisodes)
- 2018 : Code Black : Joan Reeves (1 épisode)
- 2018 : The Affair : Julie Christiansen (saison 4, 2 épisodes)
- 2018 et 2020 : NCIS : Los Angeles : Veronica Stephens (saison 10, épisode 10 et saison 11, épisode 12)
- 2019 : All Rise : Kiki Mackin (saison 1, épisode 10)
- 2019 : Flash (The Flash) : Barbara Gordon / Batgirl / Oracle (voix - saison 6, épisode 9 - crossover Crisis on Infinite Earths)
- 2019-2020 : All American : Gwen Adams

#### Téléfilms
- 1993 : Meurtres à Brooklyn (Strapped) de Forest Whitaker : Delivery Person
- 1998 : Embrouille à Poodle Springs (Poodle Springs) de Bob Rafelson : Laura Parker-Marlowe
- 2002 : Témoin sous protection (Federal Protection) de Anthony Hickox : Bootsie Cavander
- 2003 : Deception de Richard Roy : Erin
- 2005 : Coupable de séduction de Richard Roy : Rebecca Walker
- 2005 : Le plus beau jour de l'année (His and Her Christmas) de Farhad Mann : Liz Madison
- 2006 : Imaginary Playmate de William Fruet : Suzanne
- 2008 : L'Énigme du sphinx (Riddles of the Sphinx) de George Mendeluk : Jessica
- 2008 : Un voisin trop charmant (The Boy Next Door) de Neill Fearnley : Sara Wylde
- 2009 : The Lost de Bryan Goeres : Mira
- 2009 : Erreur fatale (Balancing the Books) de Meir Sharony : Julia (également productrice associée)
- 2009 : Abusée sur Internet (Web of Desire) de Mark Cole : Dr. Beth Wyatt
- 2012 : Undertow de Dale G. Bradley : Toby French
- 2013 : Accusée par erreur (The Wrong Woman) de Richard Gabai : Kay
- 2014 : Noël au Soleil (Christmas in Palm Springs) de Fred Olen Ray : Jessica Brady
- 2015 : Mensonges et vérité (Truth & Lies) de George Erschbamer : Allison
- 2015 : Les Chaussures magiques (Golden Shoes) de Lance Kawas : Kathleen Larou
- 2015 : Innocence volée (Lethal Seduction) de Nancy Leopardi : Carissa Kensington
- 2015 : Un duo d'enfer pour Noël de Sean Olson  : Amy
- 2015 : Un Noël Qui A Du Chien (A Dogwalker's Christmas Tale) de Letia Clouston : Missy Paxton
- 2016 : Fishes'n Loaves : Heaven Sent de Nancy Criss : Mary Louise Michaels
- 2016 : The Crooked Man de Jesse Holland : Margaret
- 2017 : Tu m'épouseras... de Alyn Darnay : Détective Michelle Price
- 2018 : Une grossesse manipulée (Snatched) de Brian Skiba : Natalie Barnson

### Jeux vidéo
- 2014 : Ancient Space : Dr. Willow Burke / La spécialiste Alma Linh (voix)
- 2018 : Blade Runner: Revelations : Eve (voix)

## Voix françaises
En France, Laura Blanc est la voix française régulière de Dina Meyer. Véronique Volta et Caroline Beaune l'ont également doublée à quatre reprises. Occasionnellement, Marjorie Frantz et Emmanuelle Bondeville l'ont doublée aussi deux fois. 
Au Québec, Christine Séguin l'a doublée deux fois. 

## Distinctions
Sauf indication contraire ou complémentaire, les informations mentionnées dans cette section proviennent de la base de données IMDb.

### Récompenses
- Festival international du film de Dahlonega 2003[27] : meilleure actrice dans un second rôle pour The Movie Hero (2003).